# Аномалія «Піонера»
Аномалія або ефект «Піонера» — спостережуване відхилення від передбаченого прискорення космічних апаратів «Піонер-10» і «Піонер-11» після того, як вони пройшли близько 20 а.о. по траєкторії за межі Сонячної системи. Видима аномалія викликає величезний інтерес протягом багатьох років, але зараз найбільш прийнятним є пояснення анізотропією тиску випромінювання, викликаного тепловтратами.
По мірі того, які космічні апарати «Піонер» віддаляються від Сонячної системи, вони сповільнюються під впливом гравітації Сонця. За дуже детального розгляду навігаційних даних виявилось, що вони сповільнюються трохи більше, ніж очікувалося. Ефект є надзвичайно малим прискоренням в бік Сонця, (8.74±1.33)×10−10 м/с², що еквівалентно зменшенню вихідної швидкості на 1 км/год протягом десяти років. Два космічні апарати були запущені в 1972 і 1973 роках і аномальне прискорення було вперше помічено ще в 1980-х, але серйозне дослідження почалося 1994 року. Останнє повідомлення з космічного апарата отримано 2003 року, але аналіз записаних даних продовжується.
Для пояснення аномалії запропоновано різні пояснення, від поведінки космічних апаратів до сили тяжіння. За період 1998—2012 рр. одне з пояснень є найбільш прийнятним: космічний апарат, який оточений ультра-високим вакуумом і живиться від радіоізотопного термоелектричного генератора (РТГ), може скидати тепло тільки через теплове випромінювання. Якщо завдяки конструкції апарата більше тепла випромінюється в певному напрямку — те, що відомо як радіаційна анізотропія — то космічний апарат буде розганятися в бік, протилежний до напрямку надмірного випромінювання через віддачу теплових фотонів — силу теплової віддачі. Якщо надлишок випромінення і відповідний тиск випромінення було спрямовано в напрямку від Сонця, швидкість віддалення космічного апарата від Сонця мала б зменшуватися зі швидкістю більшою, ніж можна було б пояснити раніше врахованими силами, такими як гравітація і тертя міжпланетного середовища (недосконалий вакуум).
Станом на 2012 р. кілька праць різних груп щодо аналізу впливу сил теплового випромінювання, притаманних космічному апарату, показали, що, ретельно врахувавши такі сили, можна пояснити всю аномалію, і, отже, причина була приземленою і не вказує на будь-які нові явища або потребу в іншій фізичній парадигмі. Найдетальніший на сьогоднішній день аналіз деякими з оригінальних дослідників спеціально розглядає два методи оцінки теплових сил і зазначає, що «ми не знаходимо статистично значимої різниці між двома оцінками і робимо висновок, що після належного врахування сил теплової віддачі жодного аномального прискорення не залишається.»

## Опис
«Піонер-10» і «Піонер-11» були відправлені на місію до Юпітера й Юпітера/Сатурна відповідно. Обидва кораблі були спін-стабілізовані для того, щоб зберегти їх антени з високим коефіцієнтом підсилення спрямованими на Землю за допомогою гіроскопічних сил. Хоча космічний апарат мав двигуни, після планетарних зустрічей їх використовували лише для піврічних маневрів конічного сканування для відстеження Землі на її орбіті, тобто апарат перебував на довгій «круїзній» фазі через зовнішню Сонячну систему. У цей період з обома апаратами неодноразово зв'язувались для отримання різних вимірів їх фізичного середовища, що забезпечило цінну інформацію після того, як їх початкові місії були завершені.
Оскільки космічні апарати летіли майже без додаткових стабілізаційних включень двигунів під час «круїзу», щільність середовища Сонячної системи можна характеризувати по силі її впливу на рух космічного апарата. У зовнішній Сонячній системі цей ефект буде легко прорахований на основі наземних вимірювань дальнього космічного середовища. Коли ці ефекти були враховані, поряд з усіма іншими відомими ефектами, розрахована позиція Піонерів не узгоджувалась з результатами вимірювань, заснованих на термінах повернення радіосигналів з космічного апарата. Вони послідовно показували, що обидва апарати були ближче до внутрішньої частини Сонячної системи, ніж вони повинні бути, на тисячі кілометрів — незначно в порівнянні з відстанню від Сонця, але все ж статистично значуще. Ця очевидна невідповідність зростала з плином часу при повторних вимірах, припускаючи, що те, що викликає аномалію, як і раніше діє на космічні апарати.
По мірі зростання аномалії виявилося, що космічні апарати рухаються повільніше, ніж очікувалося. Вимірювання швидкості апаратів на основі ефекту Доплера показали те ж саме: спостережуваний червоний зсув був меншим, ніж очікувалося, що означає, що «Піонери» сповільнилися більше, ніж очікувалося.
Коли всі відомі сили, що діють на космічний апарат, були враховані, залишилися дуже маленькі, але незрозумілі сили. Вони виявились причиною приблизно постійного прискорення в напрямку Сонця (8.74±1.33)×10−10 м/с² для обох космічних апаратів. Якщо позиції корабля були передбачені на початку року на основі виміряної швидкості і відомих сил (в основному тяжіння), в кінці року їх виявляли близько 400 км ближче до Сонця, ніж розрахункова відстань. Ця аномалія, ймовірно, пояснюється силами теплової віддачі.

## Пояснення: сили теплової віддачі
Починаючи з 1998 року з'явилися припущення, що вплив сил теплової віддачі сил був недооцінений, і вони, можливо, могли б пояснити всю аномалію. Однак, точно врахувати теплові сили було важко, тому для цього потрібні телеметричні записи температур апарата і детальна теплова модель, жодне з яких не було доступне в той час. Крім того, всі наявні теплові моделі прогнозували зниження ефекту з плином часу, який не фігурує в первинному аналізі.
По одному ці заперечення були розглянуті. Було виявлено і перетворено у сучасний формат багато старих записів телеметрії, це дало цифри енергоспоживання і температури для деяких деталей космічного корабля. Кілька груп побудували детальні теплові моделі, які можуть бути перевірені на відомих температурах і силах і дозволяють розрахунок сили віддачі. Більш тривалий термін навігаційних записів показав, що прискорення насправді зменшується.
У липні 2012 року Слава Туришев зі співавтором опублікував статтю в Physical Review Letters, яка пояснювала аномалію; в ній досліджувався вплив сил теплової віддачі на «Піонер-10» і було зроблено висновок, що не залишається жодного аномального прискорення після належного врахування сил теплової віддачі. Хоча ця праця є найбільш детальним аналізом на сьогоднішній день, пояснення на основі сили термальної віддачі має підтримку з боку інших незалежних дослідницьких груп, які використовують різні обчислювальні методи. Одна з них зазначає, що «хоча тиск теплової віддачі не є причиною аномалії обльоту Розетти, він ймовірно усуває аномальне прискорення, яке спостерігається для „Піонер-10“.».

## Свідчення з інших місій
Піонери унікально підходили для виявлення ефекту, тому що вони летіли протягом тривалого періоду часу без додаткових коригувань курсу. Більшість зондів глибокого космосу, запущених після «Піонерів» або зупинились на одній з планет, або використовували включення двигунів протягом всієї своєї місії.
Апарати Вояджер мали профілі місії, схожі на «Піонерів», але спін не стабілізувалася. Замість цього, вони вимагали частих включень їх двигунів для орієнтації на Землю. Такі космічні апарати як Вояджер набувають невеликих і непередбачуваних змін в швидкості як побічний ефект частих коригувальних включень. Цей «шум» робить непрактичним вимірювання малих прискорень, таких як ефект Піонера; прискорення менші за 10−9 м/с² будуть непомітні.
Нові космічні апарати використовували спін стабілізації для частини або всієї їх місії, в тому числі і «Галілео» і «Улісс». Ці космічні апарати вказують на аналогічний ефект, хоча і з різних причин (наприклад, їх відносна близькість до Сонця) остаточні висновки не можуть бути вилучені з цих джерел. Місія «Кассіні» для орієнтації має реакційні колеса та двигуни для орієнтації, і під час круїзу може протягом тривалого часу використовувати лише реакційні колеса, що дозволяє точність вимірювань. Вона також мала радіоізотопні термоелектричні генератори (РТГ) встановлені близько до тіла корабля тіла, які випромінювали кіловати тепла в важко прогнозованих напрямках.
Після того, як «Кассіні» прибув на Сатурн, він втратив більшу частину своєї маси після використання палива на перехід на орбіту довкола Сатурна та запуску зонду «Гюйгенс». Це збільшує прискорення, викликане силами випромінення, тому що тепер вони діють на меншу масу. Ця зміна в прискоренні дозволяє виміряти сили випромінення незалежно від будь-якого гравітаційного прискорення. Порівняння даних круїзної орбіти і орбіти довкола Сатурна показало, що для «Кассіні» майже всі непрогнозовані прискорення відбулися за рахунок сили випромінення, лише з невеликим залишковим прискоренням, набагато меншим, ніж прискорення «Піонера», й з протилежним знаком.<>

## Потенційні проблеми пояснення силами теплової віддачі
Існують дві особливості аномалії (як спочатку повідомляли), які не вирішені запропонованим поясненням силами термальної віддачі: (1) періодичні варіації аномалії і (2) початок аномалії поблизу орбіти Сатурна.
Щодо першої, аномалія має видиму річну періодичність і видиму періодичність земної доби з амплітудою, що формально більшою, ніж величина помилки, але ця проблема скоріше за все не пов'язана з аномалією і ймовірно є різним проявом однієї і тієї ж проблеми моделювання орієнтації по відношенню до вибраної системи відліку.
Щодо другої, то величина аномалії, виміряна під час і після зустрічі «Піонера-11» з Сатурном має відносно високу невизначеність і значно менший розмір. Автори пояснення силами термальної віддачі 2012 року порівнювали термальний аналіз лише з шляхом «Піонера-10». Ефект Піонера не спостерігався, поки «Піонер-10» не пройшов Сатурн. Однак згідно з останнім аналізом, поява ефекту Піонера лише після орбіти Сатурна може бути результатом неправильного моделювання впливу сонячної теплової енергії і при подальшому аналізу даних першого відрізку траєкторії може були виправлена.

## Попередні пояснення
До широкого сприйняття пояснення силами теплової віддачі, інші запропоновані пояснення ділились на два класи — «звичайні причини» або «нова фізика». Звичайні причини включали ефекти, які були не поміщені або неправильно змодельовані в первинному аналізі, такі як похибка вимірювання, тяга від витоку газу або нерівномірне теплове випромінювання. Пояснення «нової фізики» пропонували перегляд нашого розуміння гравітаційної фізики.
Якби аномалія Піонера була гравітаційним наслідком деяких далекобійних модифікацій відомих законів тяжіння, він не вплинув на орбітальний рух великих природних тіл тим же способом (зокрема зміщення в регіони, в яких ефект Піонера вперше проявився в його відомій на цей час формі). Отже, для гравітаційного пояснення потрібно порушити принцип еквівалентності, який стверджує, що сила тяжіння діє на всі об'єкти однаково. Тому одні доводили, що все точніші вимірювання і моделювання руху зовнішніх планет і їх супутників відкидають можливість того, що аномалія «Піонера» є явищем гравітаційного походження, а інші вважали, що наші знання про рух зовнішніх планет і карликової планети Плутона недостатні, щоб спростувати гравітаційний характер аномалії. Існування гравітаційного додаткового прискорення типу «Піонера» на околицях Сонячної системи зараз відкинуто на основі аналізу ряду транснептунових об'єктів.
Величина ефекту Піонера {\displaystyle a_{p}} ((8.74±1.33)×10−10 м/с²) за значенням дуже близька до результату множення ((6.59±0.075)×10−10 м/с²) швидкості світла {\displaystyle c} і постійної Габбла {\displaystyle H_{0}}, натякаючи на космологічний зв'язок, але зараз вважається, що ця близькість не має особливого значення.
Так огляд Лабораторії реактивного руху 2010 року, здійснений Туришевим та Тотом стверджує, що космологічний зв'язок виключений розглядом досить звичайних джерел, тоді як інші вчені представили спростування, ґрунтуючись на фізичних наслідках самих космологічних моделей.
Гравітаційно-пов'язані об'єкти, такі як Сонячна система, або навіть Чумацький Шлях, не повинні брати участь у розширенні Всесвіту — це відомо зі звичайної теорії і шляхом безпосереднього вимірювання. Однак це зовсім не обов'язково заважає потенційній новій фізиці при ефектах опору від планетарних вікових прискореннях (secular accelerations) можливого космологічного походження.

### Модель гальмування
Припускалось, що реальне уповільнення не враховано у поточній моделі з кількох причин.

#### Гравітація
Можливо, що гальмування викликано гравітаційними силами з невідомих джерел, таких як пояс Койпера або темної матерії. Проте це прискорення не виявлено в орбітах планет, тому будь-яка загальна гравітаційна відповідь порушить принцип еквівалентності (див. Модифікована інерція нижче). Крім того, аномалія не виявлена в орбітах супутників Нептуна, заперечуючи можливість того, що аномалія Піонера може бути незвичним гравітаційним феноменом, заснованим на відстані від Сонця.

#### Опір
Причиною міг бути опір міжпланетного середовища, включаючи пил, сонячний вітер і космічні промені, але виміряні щільності занадто малі, щоб викликати ефект.

#### Витоки газу
Газові витоки, в тому числі гелію з радіоізотопних термоелектричних генераторів (РТГ) космічного апарата, також припускались як можлива причина.

### Помилки спостережень або записів
Можливість помилок спостережень, які включають помилки у вимірі та у розрахунках, була запропонована причиною інтерпретації даних як аномалії; це виявлялось би у апроксимації та статистичній помилці. Однак подальший аналіз встановив, що суттєві помилки малоймовірні, адже сім незалежних аналізів показали наявність аномалії «Піонера» станом на березень 2010 року.
Ефект дійсно настільки малий, що може бути статистичною аномалією, викликаною відмінностями у зборі даних протягом існування зондів, адже за цей період були внесені численні зміни, включаючи зміни в інструментах-ресиверах, місцях отримання даних, системах запису даних та форматах запису.

### Нова фізика
Оскільки аномалія Піонера не виявлена як ефект у планет, Андерсон і співавт. припустили, що було б цікаво, якщо б це була нова фізика. Пізніше, коли був підтверджений сигнал з доплерівським зсувом, команда знову припустила, що одне з пояснень може полягати у новій фізиці, або якомусь не невідомому системному поясненні.

#### Прискорення годинника
Прискорення годинника є альтернативним поясненням аномального прискорення космічних апаратів в бік Сонця. Ця теорія бере до уваги розширення Всесвіту, яке, як вважалося, створює збільшення фонового «гравітаційного потенціалу». Збільшення гравітаційного потенціалу в свою чергу прискорює космологічний час. Передбачалося, що цей особливий ефект викликає спостережуване відхилення від передбачених траєкторій і швидкостей Піонер-10 і Піонер-11.
З наявних у них даних, команда Андерсона вивів стійкий дрейф частоти 1,5 Гц протягом 8 років. Це може бути віднесено на теорію прискорення годинника прискорення, що означало, що всі годинники будуть змінюватись в залежності від постійного прискорення, тобто припускалась неоднорідність часу. Крім того, для такого спотворення, пов'язаного з часом, група Андерсона розглянула кілька моделей, в яких розглядається феномен спотворення. Вони дійшли до моделі «прискорення годинника» після завершення розгляду. Хоча краща модель додає квадратичний член до визначеного Міжнародного атомного часу, у команді виникли проблеми з цією теорією. Тому згодом вони вважали найбільш ймовірною теорією «нерівномірний час у зв'язку з постійним прискоренням».

#### Модифікація визначення гравітації
Гіпотеза модифікованої ньютонівської динаміки (МНД) запропонувала, що сила тяжіння відхиляється від традиційного ньютонівського значення до закону дуже різної сили при дуже малих прискореннях близько 10−10 м/с². Враховуючи низьке прискорення космічного апарата при перебуванні у зовнішній Сонячній системі, МНД може діяти, змінюючи нормальні гравітаційні рівняння. Експеримент Лазерної локації Місяця в поєднанні з даними супутників LAGEOS спростовує, що проста модифікація гравітації є причиною аномалії Піонера. У прецесії довготи перигеліїв планет або у траєкторіях довгоперіодичних комет не спостерігалось аномальної дії гравітаційного поля в напрямку Сонця у достатній величині, здатній описати аномалію Піонера.

#### Модифікація визначення інерції
МНД також можна інтерпретувати як зміну інерції, можливо, внаслідок взаємодії з енергією вакууму, і така залежна від траєкторії теорія може пояснити різні прискорення, які мабуть діють на орбіти планет і траєкторію втечі Піонера. Модель інерції з допомогою випромінювання Унру і Габбл-масштабного ефекту Казимира, які, на відміну від МНД, не мають параметрів, що настроюються, була запропонована для пояснення аномалії Піонера і аномалії обльоту (гравітаційного маневру).  Також був запропонований можливий наземний тест для доказу іншої моделі модифікованої інерції.

#### Параметричний час
Ще одне теоретичне пояснення ґрунтується на можливій нееквівалентності атомного часу й астрономічного часу, яка могла б дати ті ж спостереження як аномалія.

#### Небесні ефемериди у Всесвіті, що розширюється
Досить просте пояснення аномалія Піонера може бути досягнуто, якщо врахувати, що фоновий простір-час описується космологічною метрикою Фрідмана–Леметра–Робертсона–Уокера, яка не є пласка за Мінковським. У даній моделі вигину простору-часу світло рухається рівномірно відносно конформного космологічного часу, в той час як фізичні вимірювання проводяться за допомогою атомного годинника, що вважає власний час спостерігача відповідним космічному часу. Різниця між конформним і космічним часом дає точно таке ж числове значення і підпис аномального, синього ефекту Доплера, який був виміряний в експерименті Піонера. Невелика розбіжність між цим теоретичним передбаченням і вимірюваною величини Піонер ефект є доказом присутності ефекту теплової віддачі, що становить лише 10-20 % від загального ефекту. Якщо походження ефекту Піонера є космологічним, це дає прямий доступ до вимірювання чисельного значення постійної Габбла незалежно від спостережень космічного мікрохвильового фонового випромінювання або вибухів наднових в далеких галактиках (Supernova Cosmology Project).

## Подальші напрями досліджень
Це можливо, але не доведено, що ця аномалія пов'язана з аномалією гравітаційного маневру (обльоту), яка спостерігалася в інших космічних апаратів. Хоча обставини дуже різні (обльоту планети і круїзний політ у глибокому космосі), загальний ефект схожий—невеликі, але незрозумілі зміни швидкості спостерігаються додатково до значного більшого звичайного прискорення силою тяжіння.
Космічні апарати «Піонер» більше не надають нових даних (останній контакт був 23 січня 2003 року), а «Галілео» був навмисно спалений в атмосфері Юпітера в кінці своєї місії. Досі спроби використовувати дані з поточних місій, таких як «Кассіні», не дали якихось переконливих результатів. Існує кілька інших варіантів для подальшого дослідження:
- Подальший аналіз отриманих даних «Піонера». Це включає в себе не тільки дані, які були раніше використані для виявлення аномалії, але і додаткові дані, які до недавнього часу було збережені лише у старих, недоступних комп'ютерних форматах та носіях. Ці дані були відновлені в 2006 році, перетворені на більш сучасні формати і тепер доступні для аналізу.[49]
- Космічний апарат «New Horizons» до Плутона є спін-стабілізованим протягом більшої частини його круїзу, і є ймовірність, що він може бути використаний для дослідження аномалії. «New Horizons» може мати ту ж проблему, що не дозволило отримати хороші дані від місії «Кассіні» —його РТГ встановлений близько до тіла апарата, тому теплове випромінювання від нього, відбиваючись від космічного апарата, може призвести до систематичної тяги погано прогнозованої величини, в кілька разів більшої за ефект Піонера. Тим не менш, робляться зусилля для вивчення не-гравіметричних прискорень на космічному апараті, в надії, що їх вдасться добре змоделювати для тривалого круїзу до Плутона після обльоту Юпітера, який відбувся в лютому 2007 року. Зокрема, незважаючи на велику систематичну похибку від РТГ, "початок" аномалії на орбіті Сатурна можна помітити.[50]
- також були запропоновані спеціальні місії.[51] Такій місії, можливо, буде потрібно перевершити відстань 200 а.о. від Сонця на гіперболічній орбіті втечі.
- Спостереження астероїдів на відстані близько 20 а.о. може дати поштовх, якщо причина аномалії є гравітаційною.[52]